# قائمة الأفلام المصرية سنة 1979
هذه قائمة بالأفلام المصرية لسنة 1979 مرتبة أبجديا

## 1979
- الأيدي القذرة
- الرغبة
- الرقص على أنغام البارود
- الشك يا حبيبي
- الطيور المهاجرة
- الفخ
- المتوحشة
- المصيدة
- المغنواتي
- الملاعين
- الهويس
- الوهم
- إحنا بتوع الأتوبيس
- أريد حبا وحنانا
- أقوى من الأيام
- أنقذوا هذه العائلة
- حكاية وراء كل باب
- حياتي عذاب
- خائفة من شيء ما
- خدعتني امرأة
- خطيئة ملاك
- خلي بالك من جيرانك
- دعوني أنتقم
- رجال لا يعرفون الحب
- رجب فوق صفيح ساخن
- سأكتب اسمك على الرمال
- عاصفة من الدموع
- عشاق تحت العشرين
- على ورق سيلوفان
- قاتل ما قتلش حد
- قاهر الظلام
- قصة الحي الغربي
- لا تبكي يا حبيب العمر
- لا يا أمي
- لعنة الزمن
- مع سبق الإصرار
- نوع من النساء
- و تمضي الأحزان
- ولا عزاء للسيدات
- ولا يزال التحقيق مستمر
- يمهل و لا يهمل